# حكومة شرودر الثانية
أدت حكومة شرودر الثانية اليمين في 22 تشرين الأول 2002 وأنتهت في 18 تشرين الأول 2005. وقد تم تشكيل الحكومة بعد الانتخابات الاتحادية عام 2002. وقد خلفتها حكومة ميركل الأولى التي تشكلت في أعقاب انتخابات عام 2005.

## التشكيل الوزاري
| المنصب                     | الصورة | شاغل المنصب               | الحزب |
| -------------------------- | ------ | ------------------------- | ----- |
| المستشار                   |        | غيرهارد شرودر             | SPD   |
| نائب المستشار، الخارجية    |        | يوشكا فيشر                | الخضر |
| الداخلية                   |        | أوتو شيلي ‏                | SPD   |
| العدل                      |        | بريغيته تسيبريس           | SPD   |
| المالية                    |        | هانز هايشل                | SPD   |
| الاقتصاد والعمل            |        | فولفغانغ كليمنت           | SPD   |
| الزراعة وحماية المستهلك    |        | ريناته كوناست             | الخضر |
| الدفاع                     |        | بيتر شتروك                | SPD   |
| الأسرة                     |        | ريناته شميت ‏              | SPD   |
| الصحة                      |        | أولا شميت                 | SPD   |
| النقل والعمران             |        | مانفريد شتولبه ‏           | SPD   |
| البيئة                     |        | يورغن تريتين              | الخضر |
| التعليم                    |        | إدلغارد بولمان            | SPD   |
| التعاون والتطوير الاقتصادي |        | هايديماري فيكزوريك تسويل ‏ | SPD   |

## روابط خارجية
- مجلس الوزراء الألماني  (بالإنجليزية)
- الوزارات الاتحادية في ألمانيا (بالإنجليزية)